# Lago di Bohinj
Il lago di Bohinj (in sloveno Bohinjsko jezero, in tedesco Wocheinersee) è il più esteso lago della Slovenia (tralasciando il lago di Cerknica, che è un lago intermittente). Ha una lunghezza 4350 m, ed una larghezza massima di 1250 m.

## Descrizione
Vi si arriva proseguendo per la strada che porta al lago di Bled, e la strada asfaltata, che costeggia la riva meridionale, finisce alla fine del lago di Bohinj. Poco prima una funivia porta sul Vogel, con ampia vista sul lago. Al contrario del lago di Bled, profondamente turisticizzato, il lago di Bohinj è ancora selvaggio e con poche edificazioni. Il lago si trova all'interno del parco nazionale del Tricorno (in sloveno Triglav). Dalla fine della strada asfaltata parte una ripida strada bianca che porta ai rifugi in quota. Questi sono uno dei punti di partenza per le escursioni nella valle dei sette laghi all'interno del parco nazionale.
Le sue acque limpide fanno da habitat a trote, bottatrici, cavedani, sanguinerole e salmerini alpini, otto specie di molluschi e numerosi tipi di alga. Sulla sua sponda meridionale, non lontano dall'abitato di Ribčev Laz, si trova una delle statue dedicate al leggendario camoscio Zlatorog, la cui storia è stata tramandata dal poeta Rudolf Baumbach, e una chiesa romanica intitolata a san Giovanni Battista.

## Galleria d'immagini

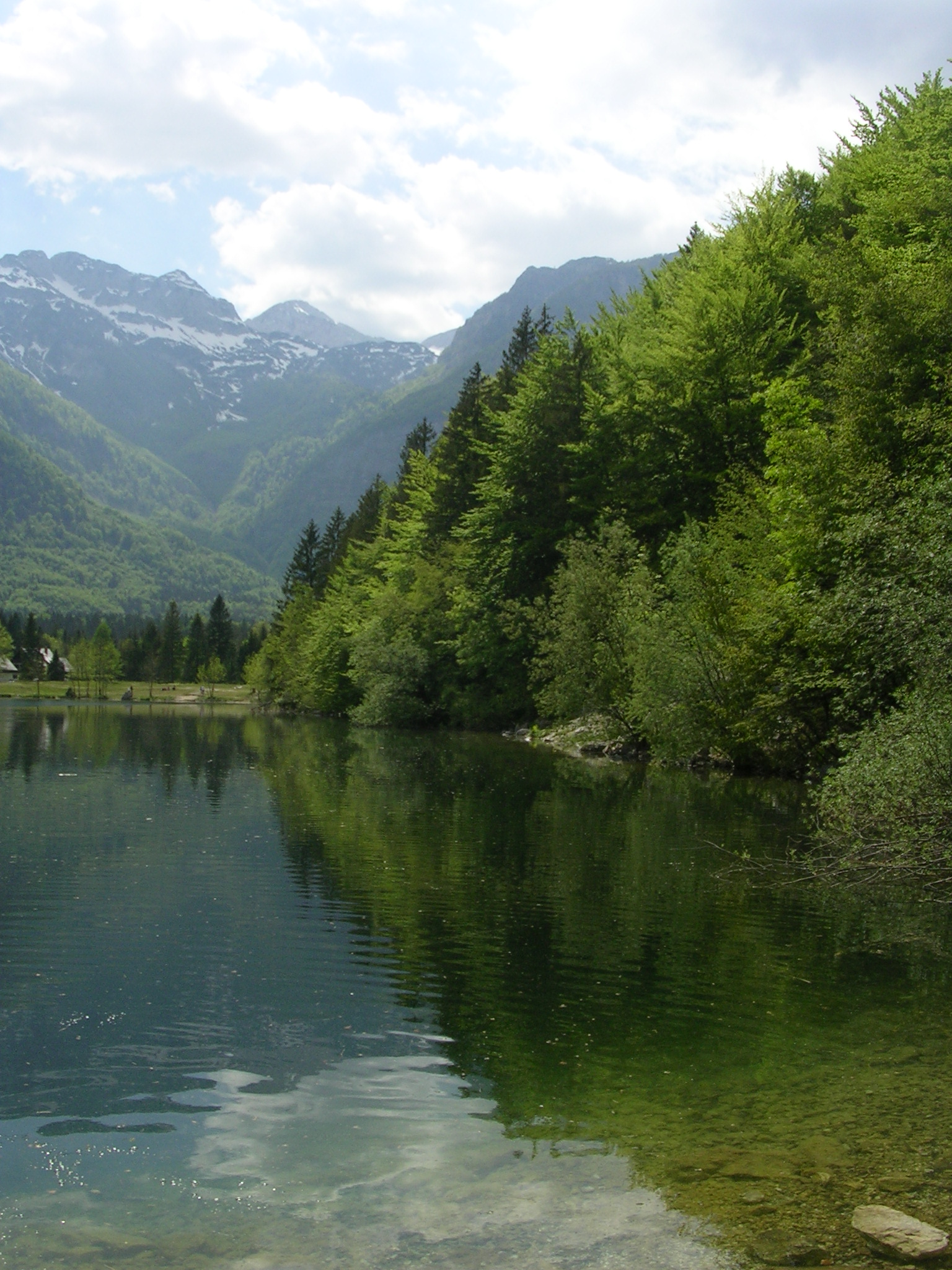
Uno scorcio del lago di Bohinj
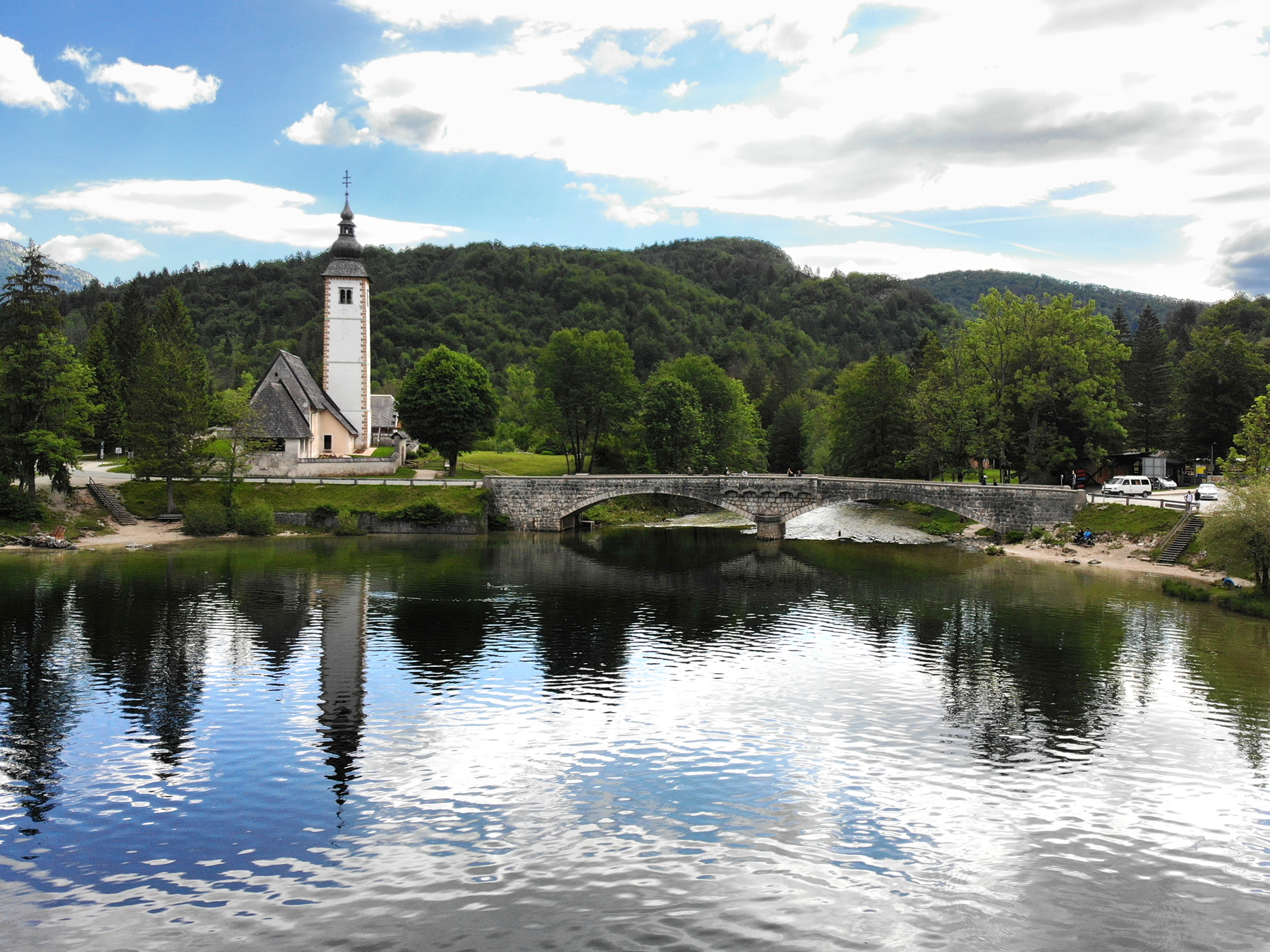
Chiesa sul lago